# Annemarie van de Mond
 (janvier 2019).
Si vous disposez d'ouvrages ou d'articles de référence ou si vous connaissez des sites web de qualité traitant du thème abordé ici, merci de compléter l'article en donnant les références utiles à sa vérifiabilité et en les liant à la section « Notes et références ».
Annemarie van de Mond, née le 11 octobre 1962 à Haaksbergen, est une réalisatrice et scénariste néerlandaise.

## Filmographie

### Cinéma et téléfilms
- 1999 : De zeven deugden (série télévisée)
- 2003 : Beet
- 2004[réf. souhaitée] : Enneagram
- 2007 : HannaHannaH (nl)
- 2008 : Roes
- 2009 : Taartman (nl)
- 2010 : Eep! (nl)
- 2015 : Force
- 2015 : Meiden van de Herengracht (nl)
- 2017 : De Mannentester (nl)
- 2018 : Just Friends (Gewoon Vrienden)